# Mouzay (Mosa)
Mouzay è un comune francese di 754 abitanti situato nel dipartimento della Mosa nella regione del Grand Est.

## Società

### Evoluzione demografica
Abitanti censiti